# Перальта, Фабрисио
Фабри́сио Хосе́ Пера́льта Рами́рес (исп. Fabrizio José Peralta Ramírez; род. 2 августа 2002, Асунсьон) — парагвайский футболист, защитник клуба «Серро Портеньо» и сборной Парагвая.

## Клубная карьера
Перальта — воспитанник клубов «Гуарани», бразильского «Фламенго» и «Серро Портеньо». 3 июня 2023 года в матче против «Либертада» он дебютировал в парагвайской Примере. 24 октября в поединке против «Спортиво Триниденсе» Фабрисио забил свой первый гол за «Серро Портеньо».

## Международная карьера
В 2019 году в составе юношеской сборной Парагвая Галарса принял участие в юношеском чемпионате Южной Америке в Перу. На турнире он сыграл в матчах против команд Колумбии, Эквадора, Чили, Бразилии, Перу, а также дважды Уругвая и Аргентины.
В том же году Перальта принял участие в юношеском чемпионате мира в Бразилии. На турнире он сыграл в матчах против команд Мексики, Соломоновых Островов, Италии, Аргентины и Нидерландов.
12 июня 2024 года в товарищеском матче против сборной Чили Перальта дебютировал за сборную Парагвая.